# Constantin Rotaru
Constantin Rotaru (n. 23 iulie 1955, satul Lăunele de Jos, comuna Dănicei, județul Vâlcea) este un om de afaceri și om politic român, care a îndeplinit funcția de deputat de județul Vâlcea în legislatura 1992-1996, ales pe listele Partidului Socialist al Muncii. În prezent, el este președinte al Partidului Socialist Român și copreședintele alianței România Socialistă. 

## Biografie

### Educație, economist
Constantin Rotaru s-a născut la data de 23 iulie 1955, în satul Lăunele de Jos din comuna Dănicei (județul Vâlcea). A absolvit Facultatea de Științe Economice din București, apoi un masterat în Economie și tehnici de comunicare economică și doctoratul în economie, fiind de profesie economist.
A lucrat ca șef de secție la Asociația Economică Intercooperatistă de Producție Industrială din Vitomirești (1976-1977), președinte al Cooperativei de Producție, Achiziție și Desfacerea Mărfurilor din Dănicei (1977-1978) și apoi ca șef al Atelierului de Producție Serigrafică din cadrul Întreprinderii de Producție, Prestări și Construcții din Râmnicu Vâlcea (1978-1990). În anul 1977 a devenit membru al Partidului Comunist Român.
După 1990, împreună cu mai mulți colegi, înființează o societate pe acțiuni (SC Rotarexim SA Râmnicu Vâlcea), unde îndeplinește funcția de director general. În același an devine membru al Partidului Socialist al Muncii și președinte al Comitetului Județean Vâlcea al PSM.

### Activitatea politică
În legislatura 1992-1996, a fost ales în funcția de deputat de județul Vâlcea, pe listele PSM. În această calitate, a fost membru al Comisiei pentru buget, finanțe și bănci din Camera Deputaților. În 1992 este ales membru al Comitetului Director al PSM și in 1995 este ales membru al Biroului Executiv și vicepreședinte al partidului. Constantin Rotaru a fost deputat neafiliat din septembrie 1996.
În anul 2003, odată cu absorbția PSM de către Partidul Social Democrat (România), el fondează Partidul Alianța Socialistă (PAS).
La primul congres al acestei formațiuni politice, din data de 5 aprilie 2004, a fost ales președinte al Partidului Alianța Socialistă. După cum declara el la data alegerii, "Partidul Alianța Socialistă este continuatorul Partidului Socialist al Muncii, desființat și însușit în mod abuziv de către partidul de guvernământ (PSD) prin încălcarea legilor în vigoare". El a afirmat că sistemul capitalist instaurat în România a adus "șomaj, inflație, bancrută frauduloasă, pe scurt jaf național", iar la Congresul al II-lea al PAS afirma că "sistemul capitalist este un sistem generator de corupție".
Din anul 2004, PAS devine membru fondator al Partidului Stângii Europene (SE), iar Constantin Rotaru este ales membru al Consiliului Președinților în cadrul SE. 
A candidat la alegerile parlamentare pentru Parlamentul European din 25 noiembrie 2007, fiind plasat pe primul loc pe lista PAS.

#### Candidat la președinția României
În 22 noiembrie 2009 a candidat la Președinția României.
În 2014 și-a depus candidatura pentru alegerile prezidențiale din 2 noiembrie. Ocupă poziția a douăsprezecea pe buletinul de vot.

### Viață personală
Constantin Rotaru este căsătorit și are o fiică, Anamaria..